# Glossario dei fumetti
Il presente elenco vuole essere un aiuto nell'approfondimento delle voci relative al mondo del fumetto. In questo glossario ogni voce avrà solo alcune righe di spiegazione, rimandando alle eventuali rispettive voci per approfondimento.
Da questo glossario dei fumetti sono stati esclusi gli editori, gli autori, i personaggi e le onomatopee.

## A
Aizoku-banUn particolare tipo di tankōbon; albo monografico a fumetti.
AnimeTermine utilizzato per indicare le opere d'animazione Giapponese; è grazie a questo media, strettamente connesso con il mondo dei fumetti, che il fumetto nipponico (cosiddetto Manga) acquista notorietà in Occidente.
Anime comicFumetti (manga) realizzati utilizzando i fotogrammi di una serie animata o di un film di animazione.
Anime-banUn particolare tipo di tankōbon; albo monografico a fumetti.
AnnualUn albo speciale di una particolare serie pubblicato regolarmente una volta l'anno, principalmente ma non esclusivamente in estate. Comprende, di solito, più storie scollegate tra di loro e non segue la normale numerazione della serie da cui trae origine.

## B
BalloonVedi "nuvoletta"
BonellideAlbo che replica il tipico formato (16x21 centimetri, solitamente 96 pagine) utilizzato da Sergio Bonelli Editore. Ne sono esempi John Doe e Detective Dante, pubblicati dall'Eura Editoriale. Il termine è più frequentemente utilizzato al plurale (Bonellidi).
BrossuratoAggettivo che identifica un albo rilegato con brossura, la particolare tecnica adottata per unire in un unico volume i fascicoli o segnature che compongono un prodotto editoriale. Tipicamente tali fascicoli vengono fresati dal lato del dorso e i foglietti liberati incollati gli uni agli altri, per essere racchiusi da una copertina di cartoncino flessibile. È noto anche col termine inglese Trade Paperback.

## C
CameoNei fumetti così è chiamata l'apparizione sporadica di un personaggio all'interno di un albo (spesso usato come parodia o come omaggio). Per esempio nell'albo 1963 the Tomorrow Syndicate scritto da Alan Moore compaiono molti personaggi Image Comics come Spawn, Wildcats, the Savage Dragon e Supreme.
CampituraTermine usato in pittura, derivante da "campire" ovvero coprire di colore uniforme una zona delimitata in precedenza (generalmente uno sfondo, ma un oggetto o un soggetto). Magnus, ad esempio, faceva largo uso di campiture nere, per i suoi chiaroscuri.
CanalettoÈ lo spazio bianco che separa le vignette.
CanonTermine giapponese traducibile come "rapporto", usato nel fandom per indicare rapporti sentimentali ritenuti palesi.
CartonatoAggettivo che si riferisce alla particolare legatura (o rilegatura) adottata in un prodotto editoriale, dove la copertina è di cartone rigido. Si tratta generalmente di prodotti editoriali di pregio e quindi costosi.
ColoristaColui che si occupa di rifinire il lavoro dell'inchiostratore, colorando le vignette e aggiungendo effetti ai disegni, anche con l'ausilio di programmi di grafica. È anche noto col termine inglese colorist.
ColonninoDidascalia posizionata all'esterno di una vignetta.
ContinuityFenomeno tipico, ma non esclusivo, dei fumetti di supereroi. È l'intenzione di dare una linea temporale reale al mondo fittizio in cui si muovono i personaggi. Si cerca cioè una sincronizzazione degli eventi tra i vari personaggi della stessa casa editrice (gli editori statunitensi Marvel e DC hanno fatto scuola in questo senso). Derivazione della continuity, se non sua massima espressione, sono i crossover.
Comic StripVedi "Striscia a fumetti".
Corner boxLetteralmente, in lingua inglese, "riquadro d'angolo"; è un rettangolo posizionato in alto a destra sulle copertine degli albi statunitensi (spesso replicato nelle varie edizioni internazionali), soprattutto negli albi Marvel Comics e Dark Horse Comics (la DC Comics utilizza una grafica diversa), contenente:
- una raffigurazione del personaggio titolare dell'albo;
- data (mese-anno) spesso non corrispondente a quella di uscita, in genere successiva di un paio di mesi. Nei primi anni la data era riportata in un riquadro a sé stante, poi integrato nel corner box;
- prezzo al dettaglio;
- editore.

CosplayerContrazione del termine inglese costume player; rappresenta l'hobby di travestirsi da eroi ed eroine di cartoni animati, fumetti e film.
Creator owned workLetteralmente significa lavoro di proprietà del creatore e nel mondo del fumetto viene usato per indicare opere i cui diritti di sfruttamento sono di proprietà dell'autore che lo ha creato. Negli anni novanta, anche grazie a case editrici come la Image Comics ed all'iniziativa congiunta di molti autori, si è diffusa sempre di più la pratica per gli autori di fumetti di mantenere il controllo totale sulle proprie opere, cosa quasi impensabile fino agli anni settanta.

## D
DidascaliaRiquadro contenente testo, usato solitamente per fornire informazioni riguardo alla storia raccontata oppure per dare corpo a una o più voci narranti. Se inserita all'esterno di una vignetta, prende il nome di "colonnino". Nel fumetto moderno la presenza di didascalie si è andata diradando, rimandando ai contenuti dei dialoghi o dei disegni la funzione esplicativa.
DōjinshiSono così chiamati i manga realizzati da appassionati. Molto spesso si tratta di parodie o di rivisitazioni dei titoli più famosi. La loro distribuzione di solito avviene attraverso fanzine o fiere del fumetto. Talvolta alcuni celebri mangaka (come ad esempio il gruppo CLAMP) hanno iniziato la loro carriera disegnando proprio delle dōjinshi.

## E
EpisodioSequenza autoconclusiva all'interno di una serie a fumetti. L'episodio può essere completamente scollegato dalla sequenza narrativa di altri episodi oppure soggetto alla continuity della serie.

## F
FanboyDevoto lettore di fumetti, spesso definito con il termine "nerd".
FandomLa comunità degli appassionati di un determinato fenomeno. Gli appartenenti al fandom di anime e manga sono anche conosciuti come Otaku.
FanzineTermine che deriva dall'unione e contrazione delle parole inglesi "Fan" (appassionato) e "magazine" (rivista), ossia pubblicazione a carattere amatoriale, prodotta e distribuita da un gruppo di patiti.
Fill-inDall'inglese to fill in (riempire); storia utilizzata per ovviare nella produzione statunitense a ritardi nelle consegne o mancanza di materiale per rispettare i tempi di pubblicazione previsti. Si tratta in genere di storie autoconclusive, slegate dalla continuity, generalmente realizzate in precedenza ed accantonate per il momento della bisogna.
Finished pencilsTermine inglese traducibile in italiano come "matite finite" o "matite completate". Tecnica ideata dal disegnatore statunitense Gene Colan. Consiste nel sostituire al tradizionale ripasso a china (inchiostrazione) la rifinitura, manualmente o con programmi di fotoritocco, del disegno a matita elaborata in modo tale che sia possibile stamparla. È una tecnica che richiede molto tempo, perciò non largamente diffusa, in quanto non può soddisfare le scadenze di consegna editoriali normalmente richieste da serie regolari (generalmente mensili).
Flip bookSono albi tipici dell'editoria a fumetti statunitense stampati sottosopra; una metà si legge in un verso, l'altra girando al contrario l'albo ("to flip (over)" in inglese significa girare). Spesso sono usati per lanciare un nuovo personaggio oppure un'iniziativa particolare legata a una serie.
FotoromanzoUn racconto narrato con la tecnica del fumetto in cui i disegni sono sostituiti da fotografie.

## G
GekigaTermine che sta a indicare i manga di genere "drammatico" spesso anche a tinte forti o violente.
GiornalinoAnche "giornaletto", termine con il quale si definisce in modo affettuoso il genere di pubblicazioni a fumetti con storie a puntate rivolte al pubblico giovane.
Gensuka-ShaSinonimo di mangaka, ossia fumettista.
Golden AgeL'epoca d'oro dei fumetti americani datata dagli anni trenta (la nascita di Superman e del genere supereroistico) fino agli anni cinquanta.
Graphic novelTermine inglese, traducibile come romanzo a fumetti, che definisce un volume contenente una singola storia narrata con la tecnica del fumetto.

## H
Hard CoverEspressione dell'inglese statunitense che definisce i volumi con copertina cartonata rigida.
HentaiManga di genere erotico (letteralmente hentai vuol dire "pervertito").

## I
Image AlbumSinonimo di Manga CD è un CD Audio realizzato appositamente per rendere piacevole la lettura del manga.
InchiostratoreIn inglese inker, è colui che si occupa di ripassare i contorni dei disegni, abbozzati a matita, con inchiostro di china, con l'ausilio di pennini e pennelli aggiungendo ombreggiature e correggendo errori.

## J
JôseiGenere di manga dedicato alle donne over-20, anche definiti ladies comics.

## K
Kaizoku-banUn particolare tipo di tankōbon; albo monografico a fumetti.
KakioroshiDefinisce i manga pubblicati direttamente in formato tankōbon.
KodomoGenere di manga dedicato espressamente ai bambini tra i 6 e gli 11 anni. Spesso i kodomo di maggior successo divengono anime.

## L
LetteringL'operazione di scrittura delle nuvolette o delle didascalie dei fumetti.
LetteristaIn inglese letterer, è chi si occupa di rifinire i fumetti con il testo, scegliendo i font e modificandoli per amplificarne l'impatto emotivo.
LoliUn sottogenere dell'hentai, basato sul complesso di Lolita, dal romanzo Lolita di Vladimir Nabokov.

## M
Mah JongManga basati sull'omonimo gioco.
MainstreamTermine inglese che significa in generale "corrente principale". Specificamente, in ambito fumettistico indica i fumetti statunitensi di maggior successo, popolarità e numero di copie vendute. È comunemente usato anche in Italia da riviste e siti web specializzati con questa accezione. L'ovvio riferimento è alle grandi editrici Marvel e DC.
MancolistaTermine gergale usato tra i collezionisti per indicare gli elenchi con i numeri mancanti, utilizzati per completare le proprie raccolte.
MangaIn senso stretto, fumetto giapponese e, per estensione, fumetto di stampo orientale.
MangakaAutore di manga.
ManhuaManga cinesi.
ManhwaManga coreani.
Manga CDSinonimo di Image Album, è un CD Audio realizzato appositamente per rendere piacevole la lettura del manga.
MatitistaIn inglese penciller, è chi si occupa del primo abbozzo dei disegni sulle tavole, impostando le scene e posizionando i personaggi nelle vignette.
MechaIndica qualsiasi robot o apparato meccanico presente nei manga. Spesso sono realizzati interi manga in questo genere.
Mercato direttoIn inglese Direct Market definisce un particolare tipo di distribuzione sviluppatosi alla fine degli anni '70. Il mercato diretto prevede la distribuzione dei fumetti solo all'interno del circuito librario e delle fumetterie. In questo modo si salta la distribuzione generica (cioè quella nella edicole) che ha il difetto di rendere al distributore il materiale invenduto. Con il mercato diretto si stampa solo il quantitativo prenotato senza rischio di reso e questo permette di valutare più correttamente eventuali rischi di perdita economica.

## N
Numero unicoPubblicazione speciale, a volte pubblicata in occasione di eventi particolari, non inserita in alcuna serie. Nell'editoria anglosassone si utilizza il termine one shot.
NuvolettaÈ lo spazio, con margine simile a quello di una nuvola stilizzata, che contiene il testo dei dialoghi, dei pensieri dei personaggi raffigurati nella vignetta. In Inglese è detta "balloon" (palloncino, mongolfiera).

## O
One shotTermine inglese traducibile, letteralmente, "colpo singolo". Definisce storia autoconclusiva contenuta in albo singolo a margine di serie regolari; generalmente contiene racconti dedicati a personaggi piuttosto famosi. Spesso gli Elseworlds sono pubblicati in questo formato. In Italiano si usa il termine "Numero unico".
OtakuTermine giapponese che definisce un appassionato di manga e anime.

## P
PennarelloStrumento utilizzato in alternativa al pennellino e al pennino perché consente taluni effetti stilistici raffinati non ottenibili diversamente. Fino ad alcuni anni fa causava problemi tecnici di resa di stampa, ma oggi l'evoluzione delle tecniche di stampa ha quasi annullato il divario tra la resa dell'inchiostro di china e quello dei pennarelli. Il pennarello era molto amato dal grande Hugo Pratt.
PennellinoPennello molto fine utilizzato per il riempimento dei fondali e di aree di "nero" o per la demarcazione di elementi in primo piano. Vari autori (un esempio è il grande Milton Caniff) lavorano per scelta tecnico-stilistica solo con il pennellino senza usare il pennino.
PenninoLo strumento principale per inchiostrare i fumetti. Ancora oggi con lo sviluppo delle tecnologie digitali resta uno strumento insostituibile per il ripasso a china.
Platinum coverCopertine realizzate su carta metallizzata o carta specchio.
PrestigeTipo di veste editoriale caratteristica del mercato statunitense, importato anche in Italia, consistente in un albo, di solito di 48 pagine, rilegato con costoletta e stampato su carta patinata. Un'edizione lussuosa che è iniziata in U.S.A. con Il ritorno del Cavaliere Oscuro, celebre storia di Batman del 1986.

## Q
QuadricromiaTecnica tipografica che consiste nello scomporre i colori delle vignette nei tre colori base più il nero, che vengono stampati in quattro fasi successive fino a ricomporre per mescolanza additiva, al termine del processo, il disegno e i colori originali.
QuadroSinonimo di vignetta.

## R
RetconArtificio narrativo che consiste nel rinarrare nuovamente le origini o episodi del passato di un personaggio aggiornando o cambiando, anche radicalmente, degli aspetti della sua vita oppure del suo carattere.
RetinoTecnica, ormai superata dall'avvento dei programmi di fotoritocco, consistente nell'apposizione sulla tavola disegnata di fogli adesivi con vari tipi di elementi decorativi, oppure nell'utilizzo di carte speciali trattate chimicamente sulle quali, "spennellando" con liquidi appositi, si evidenziavano in modo più o meno marcato dei tratteggi e/o delle puntinature. Con entrambi i metodi si ottenevano particolari varietà di chiaroscuro.
Riquadro
È il settore in cui è riportato il testo della narrazione fuoricampo.
Romanzo a fumettilocuzione italiana con la quale si definiscono i Graphic novel, ossia dei volumi contenenti una singola storia narrata con la tecnica del fumetto.

## S
SceneggiaturaTesto redatto dallo scrittore del fumetto nel quale viene indicato il contenuto dei dialoghi e delle didascalie. La sceneggiatura può anche fornire descrizioni dettagliate di personaggi, oggetti e paesaggi, delle inquadrature da utilizzare, del numero e della forma delle vignette, dei colori, del tipo di lettering e di quant'altro lo sceneggiatore ritenga funzionale alla narrazione.
SeinenManga dedicati agli uomini tra i 18 e i 40 anni.
ShōjoManga dedicati alle ragazze tra i 6 e i 18 anni. Alcuni shōjo sono apprezzati anche dagli otaku maschi, ma solo grazie ad una minima contaminazione con generi più apprezzati da questi ultimi.
Shōjo-aiGenere di manga il cui tema principale o secondario sono le relazioni, affettive o omosessuali, tra ragazze.
Shōnen mangaSono una categoria di manga ed anime rivolti a un pubblico maschile, generalmente dall'età scolare alla maggiore età.
Shōnen'aiGenere di manga e di anime che include una relazione affettiva omosessuale tra adolescenti o giovani ragazzi.
SpillatoAggettivo che si riferisce alla particolare legatura (o rilegatura) adottata per unire in un unico volume i fascicoli (o segnature) che compongono un prodotto editoriale. Tipicamente le pagine di tali fascicoli saranno innestate l'una dentro l'altra, cucite da punti metallici (da cui "spillate"), assieme alla copertina. Nei fumetti tale formato è largamente impiegato, per esempio, per gli albi delle serie regolari Marvel Comics e DC Comics.
Spin-offTermine inglese che indica serie estratte da serie portanti spesso di grande successo; queste serie sono generalmente dedicate ai comprimari, in genere personaggi che emergono con tale risalto nell'affetto dei lettori da far decidere agli editori di dedicargli una testata tutta loro.
Splash pagePagina, generalmente di apertura, completamente occupata da un'unica tavola. Quando sono due pagine a comporre un'unica tavola talvolta si adotta il termine di spread page.
StorytellingDall'inglese, "raccontare una storia", è la parte del lavoro del disegnatore che consiste nel descrivere in una tavola la successione e lo svolgimento sia spaziale sia temporale degli eventi.
Striscia a fumettiForma di fumetto che prevede, in genere, la pubblicazione in sequenza di poche vignette, spesso in bianco e nero. Coprono l'arco di una singola scena o battuta oppure possono proseguire a puntate dando alla storia un più ampio respiro narrativo. Modalità di pubblicazione tipica delle storie a fumetti nei quotidiani. Nell'editoria anglosassone prende il nome di comic strip.

## T
TankōbonAlbo a fumetti che raccoglie, in edizione paperback, la ristampa di una decina di storie di genere manga.
TarzanideUn personaggio (maschile o femminile) nato sull'imitazione di Tarzan
TavolaLa pagina del fumetto così come è stata realizzata dal disegnatore. Normalmente è circa il doppio delle dimensioni in cui verrà stampata. Si compone di vignette (dette anche quadri).
Team-upIncontro tra due personaggi pubblicati dallo stesso editore (per esempio l'Uomo Ragno ed i Fantastici Quattro) o appartenenti a universi fumettistici differenti (per esempio i personaggi DC e Marvel o Zorro e Dracula).
Trade PaperbackLa ristampa di più albi di una serie a fumetti, generalmente un arco narrativo completo, raccolte insieme in un unico volume.

## V
VariantAlbo edito con una copertina alternativa. A volte viene pubblicato per fiere fumettistiche o per eventi speciali. L'uso delle variant cover ha creato un vero e proprio mercato per gli albi che sono presentati con queste versioni alternative, raggiungendo quotazioni considerevoli sul mercato amatoriale statunitense. In Italia l'utilizzo di variant cover è assai più blando e spesso arricchito da contenuti supplementari (articoli, cronologie, illustrazioni, ecc.). Diverso è anche l'approccio collezionistico: pur avendo un valore superiore dovuto alla tiratura limitata, le variant cover non godono della stessa considerazione che hanno oltre oceano.
VignettaRiquadro contenente una singola scena della striscia o della tavola. Il nome deriva dal termine "vigna", dall'abitudine degli amanuensi medioevali di decorare le illustrazioni dei manoscritti con delle cornici che rappresentavano dei tralci, per lo più della pianta di vite.

## W
What if?Traducibile dall'inglese con la frase "Cosa sarebbe successo se?". Così vengono definite storie "immaginarie", cioè slegate dalla continuity ufficiale, che narrano generalmente versioni modificate di storie celebri, incontri/scontri mai avvenuti oppure anticipano vicende che poi si avverano anche nelle vicende ufficiali (come il matrimonio di Clark Kent/Superman con Lois Lane). La Marvel Comics ha dedicato una serie propria a questo genere di storie, intitolandola semplicemente What if?.
Wide-banUn particolare tipo di tankōbon; albo monografico a fumetti.
WuxiaGenere letterario cinese, assimilabile all'occidentale cappa e spada, diffuso anche nel campo del fumetto.

## Y
YaoiManga a tematica omosessuale maschile.
YearbookSpeciale solitamente estivo di comics books statunitensi (vedi anche Annual).
YonkomaLa versione giapponese delle strisce a fumetti occidentali: quattro vignette ironiche poste dall'alto al basso. Spesso abbreviato come 4-koma.
YuriManga a tematica omosessuale femminile.